# Solomon Kane (filme)
Solomon Kane (br: Solomon Kane - O Caçador de Demônios) é um filme de ação, aventura e fantasia dirigido por Michael J. Bassett, é baseado no personagem homônimo criado em 1928 por Robert E. Howard para as revistas pulp. Sua estreia se deu a 23 de dezembro de 2009.

## Elenco
- James Purefoy...Solomon Kane
- Max Von Sydow...Josiah Kane
- Pete Postlethwaite...William Crowthorn
- Rachel Hurd-Wood...Meredith Crowthorn
- Samuel Roukin...Marcus Kane /Cavaleiro mascarado
- Patrick Hurd-Wood...Samuel Crowthorn
- Jason Flemyng...Malachai
- Anthony Wilks...Edward Crowthorn
- Alice Krige...Katherine Crowthorn
- Christian Dunckley Clark - (Tenente Malthus)
- Robert Russell...Abbott
- James Babson...Skinhead
- Marek Vasut...Tattoo
- Geoff Bell...Beard
- Mackenzie Crook...Padre Michael
- Mark Henson...Landlord
- Philip Winchester...Henry Telford
- Stewart Moore...Garrick
- Lucas Stone...Solomon Kane - jovem
- Thomas McEnchroe...Monge jovem
- Andrew Whitlaw...Monge velho
- Isabel Bassett...Bruxa

## Sinopse
Em 1600 no Norte da África, o mercenário inglês Solomon Kane (James Purefoy) lidera seus homens em uma luta contra os Otomanos que ocupam uma cidade fortificada. Depois de derrotar os defensores, Kane e seus homens invadem a fortaleza. Eles, então, chegam numa sala com espelhos mágicos nas paredes. Inesperadamente, demônios saem dos espelhos e matam a maioria dos homens, mas Solomon consegue chegar até a Sala do Trono onde estão muitos tesouros. Porém, antes que ele possa saquear suas riquezas, ele é confrontado por um demônio (Ian Whyte) de capuz negro e espada flamejante, que diz-lhe que sua alma está perdida para Satanás. Solomon rejeita seu destino e foge pulando pela janela e cai no mar.
Desesperado pela sua condenação, Solomon procura proteção tatuando vários símbolos sagrados no corpo e se refugiando num monastério cristão na Inglaterra, mas o padre encarregado o manda embora depois de um sonho profético. Solomon então segue caminho de volta ao castelo de seu pai, tentando evitar qualquer ato de violência. Ao longo do caminho acaba sendo emboscado por ladrões, que zombam de seu voto de pacifismo e, após golpeá-lo, deixam-no para morrer. Ferido após o ataque, ele é ajudado pela família dos Crowthorns, puritanos que desejam viajar até o Novo Mundo. Solomon segue viagem com eles, e se afeiçoa aos filhos do patriarca William — Samuel, e a angelical Meredith (Rachel Hurd-Wood). Quando os Crowthorns são abatidos por seguidores corrompidos do maligno feiticeiro Malachai (Jason Flemyng), Kane renuncia a seus votos e jura vingar a sua morte e resgatar Meredith Crowthorn, que tem sido marcada por uma bruxa e sequestrado pelo Cavaleiro Mascarado, tenente de Malachai.
Kane luta com seguidores de Malachai em todo o caminho, resgatando muitos cativos, mas não encontrando Meredith. Em sua jornada, ele conhece um padre perturbado que explica que os seguidores de Malachai estão levando os sobreviventes mais fracos de seus ataques como escravos e transformando os fortes em soldados. O padre tenta alimentar Kane aos seus paroquianos, que se tornaram vampiros, mas Kane escapa, apenas para enfrentar os ladrões que o atacaram anteriormente, trabalhando agora para Malachai. Ele mata dois dos ladrões e interroga o sobrevivente, que diz a Solomon que Meredith está morta. Kane joga o ladrão para os sarcófagos, e, acreditando que sua busca por redenção falhou, bebe em excesso em uma pousada. Antigos companheiros reconhecem-no e tentam recrutá-lo como um líder de uma resistência contra Malachai, mas Kane se recusa. Seguidores de Malachai atacam a estalagem ao amanhecer e crucificam os líderes da resistência, incluindo Kane. Como Kane está pendurado na cruz, Meredith grita seu nome de sua gaiola na parte de trás da carroça dos atacantes, Kane percebe que ele ainda tem uma chance de salvá-la e puxa-se livre. Antes que os homens restantes de Malachai possam acabar com ele, eles são mortos por sobreviventes da resistência, que levam Kane para a segurança. Kane é curado por uma velha bruxa e está ansioso para enfrentar os invasores.
A resistência explica a história de Malachai como um ex-curandeiro que fez um pacto com o diabo, e revelam que ele agora vive na casa ancestral de Kane. Kane leva-os para o castelo por uma passagem subterrânea, e, enquanto os soldados da resistência lutam contra Malachai, Kane vai para as masmorras e liberta muitos dos cativos. Mas não encontra Meredith, mas sim seu pai, que explica que o Cavaleiro Mascarado é o irmão mais velho de Kane, Marcus (Samuel Roukin), a quem Kane pensou que ele tinha matado acidentalmente após seu banimento. Em vez disso, Marcus foi gravemente ferido, e, quando os curandeiros não conseguiram reanimá-lo, seu pai pediu ajuda a Malachai; desfigurado, se aliou a Malachai, se tornando o Cavaleiro Mascarado. Solomon aquiesce com relutância ao pedido de seu pai, e o mata. Em seguida, vai para a sala do trono para enfrentar Malachai. Lá, Kane encontra Meredith em uma gaiola, e quando ela o avisa de uma armadilha, Marcus apunhala-o pelas costas. Kane tenta argumentar com Marcus, mas eles se envolvem em um duelo; Kane ganha depois de fazer Marcus pegar fogo e decapitá-lo. Malachai usa o sangue de Meredith para libertar um demônio enviado para reclamar a alma de Kane, mas Kane atira Malachai para a morte e se sacrifica para fechar o portal. Meredith acredita que Kane morreu, mas ele desperta e explica que ele tinha finalmente resgatado sua alma. Kane reúne Meredith com sua família remanescente, e enterra seu pai e irmão.

## Produção
Wandering Star optioned do filme e do livro de publicação direitos para Solomon Kane em 1997 a partir da Robert E. Howard Estate. Em 2001, foi anunciado que o papel fora oferecido a Christopher Lambert . Neste ponto Don Murphy era um produtor do filme, com Samuel Hadida da Davis cinema e Paul Berrow e Michael Berrow de Wandering Star Pictures, e tentavam configurar o filme com a New Line Cinema. Murphy deixou o projeto em 2003 quando as negociações se desfizeram com a New Line. As coisas ficaram quieta por um tempo durante o qual vários scripts foram desenvolvidos em torno das aventuras africanas de Solomon Kane a partir do texto clássico. Em seguida, Michael J Basset foi contratado como escritor e diretor do filme e em agosto de 2006, ele terminou de escrever o roteiro. Finalmente em 1 de Outubro de 2007, foi anunciado que James Purefoy fora escalado como o personagems. As gravações começaram em Praga em 14 de Janeiro de 2008 e estava programado para uma sessão de 12 semanas. A partir do final de fevereiro 2008, conjuntos ainda estavam sendo construídos para a parte posterior da produção, e Max Von Sydow e Mackenzie Crook ainda tinha que começar a filmar. Jan Cileček, um artista checo produziu uma série de esculturas para o filme e há algumas fotografias disponíveis em seu site. algumas sequências aéreas foram filmadas em Stanhope e St. Abbs na Scottish Borders . Um artigo no Daily Mail afirma que, durante a produção Purefoy foi ferido durante a realização de uma luta de espadas com um dublê, resultando em sua testa receber cinco pontos. Em 7 de abril de 2009, Bassett anunciou que a produção do filme estava completa. De acordo com o CEO Paradox Entretenimento, Fredrik Malmberg, o orçamento do filme foi de US $ 40 milhões.